# Akira Watanabe
Akira Watanabe (japonès: 渡辺明)  (Utsunomiya, 21 d'octubre de 1954) és un expilot de motocròs japonès, Campió del Món en 125cc el 1978 amb Suzuki, essent fins al moment l'únic japonès que ha guanyat mai un Campionat del Món d'aquesta disciplina.
El seu títol mundial feu de pont entre sengles triennis de domini de dos belgues en aquesta cilindrada: Gaston Rahier de 1975 a 1977 i Harry Everts de 1979 a 1981 (tots ells amb Suzuki).

## Trajectòria esportiva

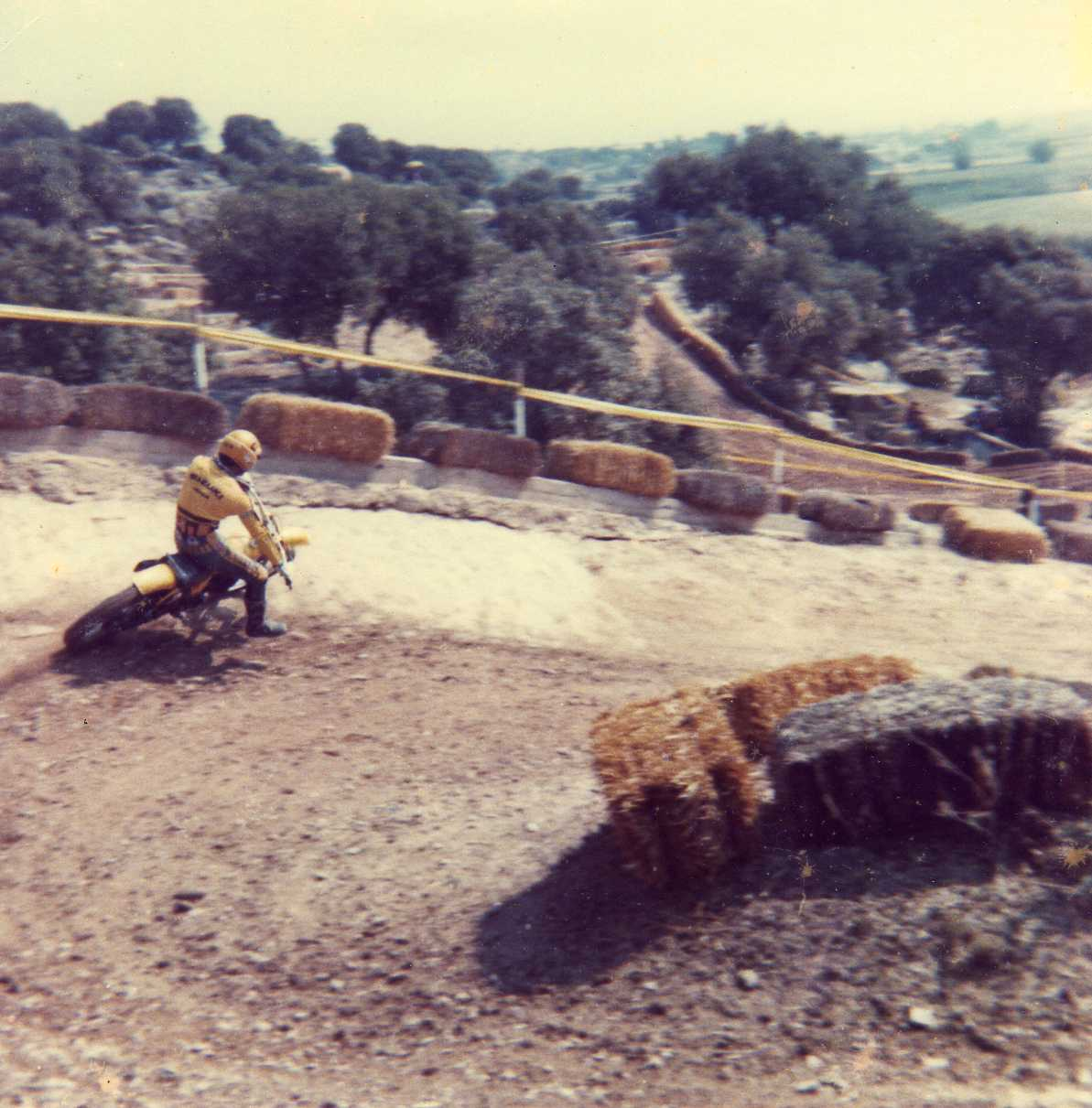
Watanabe durant els entrenaments del GP d'Espanya de 1978

Descendent d'una família de samurais, Watanabe s'afeccionà a les motos a l'edat de 12 anys, però no fou fins als 15 que el seu pare n'hi comprà una -concretament, una Bridgestone de 50 cc- com a premi per haver aprovat l'examen d'ingrés a l'escola d'arquitectura. Amb aquella moto començà a destacar en curses de motocròs, fins que aconseguí l'ajut del concessionari local de Suzuki i, més tard, de la fàbrica.
Un cop contractat per Suzuki com a pilot de proves dels models de motocròs, progressà ràpidament i el 1974 guanyà els campionats del Japó de 125 i de 250cc en categoria júnior. Gràcies a aquests èxits, la federació japonesa li sufragà l'estada d'un mes a Europa durant el mundial de 125cc de 1975, però hi demostrà tant de nivell que Suzuki el feu seguir tota la temporada. Aquell primer any al mundial l'acabà en quarta posició final, amb victòria inclosa al Gran Premi d'Espanya (celebrat al circuit de Montgai), on guanyà les dues mànegues.
El 1976, Suzuki el feu tornar al Japó per a desenvolupar els nous models de la marca, aconseguint finalment sengles subcampionats als campionats nacionals de 125 i 250cc absoluts. Participà també en la Trans-AMA d'aquella tardor, on guanyà la primera cursa i acabà en vuitena posició final. En vistes del seu potencial, Suzuki el feu tornar a Europa de cara al mundial de 1977, el qual començà encapçalant fins que una important lesió al Gran Premi de Bèlgica va posar fi a la seva temporada. Tornat al Japó, trigà vuit mesos a refer-se i, al gener, tornà a competir al seu país, amb resultat de victòria.
El 1978, tornat al mundial, Watanabe protagonitzà una temporada molt regular, competint per les primeres posicions amb Gaston Rahier i Gerard Rond fins que, de nou, una doble victòria al Gran Premi d'Espanya el situà definitivament al capdavant de la classificació. La victòria al Gran Premi de Txecoslovàquia, el 27 d'agost d'aquell any, li valgué el seu primer i únic títol mundial. Watanabe seguí competint en motocròs fins al 1987, passant després a disputar diversos raids, com ara el Ral·li dels Faraons el 1990 o el Ral·li Dakar, acabant-hi el 23è a l'edició de 1991.

## Palmarès al Campionat del Món de Motocròs
| Any  | Motocicleta | 125cc |
| ---- | ----------- | ----- |
| 1975 | Suzuki      | 4t    |
| 1976 | Suzuki      | -     |
| 1977 | Suzuki      | 9è    |
| 1978 | Suzuki      | 1r    |
| 1979 | Suzuki      | 2n    |
| 1980 | Suzuki      | -     |
| 1981 | Suzuki      | 5è    |
| 1982 | Suzuki      | 7è    |